# Dmitriy Balandin
Dmitriy Igorevich Balandin (em cazaque:  Дмитрий Игоревич Баландин; Almati, 4 de abril de 1995) é um nadador cazaque.
Nos Jogos Olímpicos de 2016 obteve a medalha de ouro na prova dos 200 metros peito. Largando da raia oito, venceu o favorito, o norte-americano Josh Prenot.